# Jean-François de La Harpe
Jean-François de La Harpe (Parigi, 20 novembre 1739 – Parigi, 11 febbraio 1803) è stato uno scrittore, critico letterario e poeta francese.

## Biografia
I numerosi detrattori di La Harpe affermarono che egli era un trovatello che doveva il suo nome alla via di Parigi dove era stato abbandonato e ritrovato. Egli stesso dichiarò nel 1790, in una lettera indirizzata al giornale Mercure de France, che era stato cresciuto da una famiglia nobile del cantone di Vaud (Svizzera), conosciuto dal XIV secolo. Christopher Todd ha potuto stabilire che suo padre, Jean-François de La Harpe, era un ufficiale svizzero, anziano capitano d'artiglieria caduto in disgrazia e la cui morte nel 1749 fece piombare la sua famiglia in una detestabile miseria.
Jean-François de La Harpe fu allora preso in custodia dalle Sorelle della Carità della parrocchia Saint-André-des-Arts. Una borsa di studio gli permise di entrare al Collegio di Harcourt. Ottenne per due anni consecutivi il premio di retorica. Alcuni versi composti contro alcuni suoi maestri di scuola gli costarono, nel 1760, qualche settimana di prigione. Nel 1764, La Harpe sposò la figlia di un caffettiere, ma questo matrimonio non fu felice e la coppia ben presto si separò. Fu il precettore di Paolo I, figlio di Caterina II, zar di Russia.
Dal 1759, pubblicò le Héroïdes il cui anticlericalismo fu sottolineato e denunciato da Élie Fréron, ma anche da Voltaire, che diede la sua protezione all'autore che egli stimava profondamente, permettendogli in più di correggere i suoi versi. La Harpe soggiornò a Ferney, dove rubò il manoscritto del secondo canto de La Guerre de Genève (La Guerra di Ginevra), che egli pubblicò nel 1767, anno in cui fu ammesso all'Accademia di Rouen. Questo incidente, che fece un certo rumore, non bloccò l'ascesa di La Harpe.
Nel 1771, il suo Éloge de Fénelon (Elogio di Fenelone), premiato dall'Académie française, diede luogo all'intervento dell'arcivescovo di Parigi e del Re e allo ristabilimento del visto dei dottori in teologia. L'Académie risentì fortemente di questo episodio, tanto che l'ingresso di La Harpe in quest'ultima fu più volte rifiutato. Voltaire, lungi da lui sostenere quel furterello (anche se esiste la possibilità che l'avessero architettato insieme), impiegò ogni sforzo per favorire la candidatura di La Harpe, che veniva respinta dal maresciallo-duca di Richelieu e l'avvocato generale Séguier, che addirittura presero in considerazione la possibilità di dare le dimissioni.
Ma, dopo che Malesherbes si assicurò che il Re non avrebbe opposto il suo rifiuto a questa elezione, La Harpe riuscì ad essere eletto il 13 maggio 1776, a trentasette anni, al posto dello sfortunato Colardeau che non ebbe neanche il tempo di occuparlo. Nel 1779, La Harpe prese anonimamente il premio di eloquenza all'Académie per il suo Éloge de Voltaire (Elogio a Voltaire). All'Académie, egli abbandonò d'Alembert, nonostante avesse combattuto per la sua elezione, e si unì al partito del conte di Buffon, votando per l'amico Jean Sylvain Bailly contro Condorcet per l'ammissione all'accademia; nonostante ciò, però, Condorcet risultò eletto.
Egli si schierò poi con il partito dei piccinisti contro i gluckisti. Insegnando letteratura al liceo, ed essendo redattore del Mercure de France, La Harpe gioiva di una situazione molto positiva. Egli intratteneva una regolare corrispondenza con lo zar Paolo I, che egli invitò più volte alla sua tavola quando visitava la Francia. La Harpe appoggiò fortemente la causa della Rivoluzione al suo scoppio. Nel 1793 riprese la redazione del Mercure che aveva abbandonato andandosi ad occupare della parte letteraria quando Jacques Mallet Du Pan aveva da dirigere la parte politica. A causa del suo zelo per le nuove idee, fu imprigionato per quattro mesi nella prigione del Lussemburgo nel 1794.
Egli ne uscì convertito (aveva trascorso i suoi mesi in prigione traducendo i salmi) e rivolto a ideali molto più conservatori. Si mise a frequentare ostentatamente le chiese, e nei corsi che teneva al liceo, non smise di attaccare violentemente gli Enciclopedisti. Queste opinioni gli costarono la proscrizione dopo il colpo di Stato del 18 fruttidoro (1797). La Harpe ritornò in Francia dopo il 18 brumaio, fu proscritto di nuovo nel 1802 a causa delle sue relazioni con l'ambiente monarchico. Si risposò, ma la moglie chiese il divorzio dopo solo qualche settimana. Morì l'11 febbraio 1803.

## Opere letterarie di La Harpe
La Harpe fu un autore drammatico (senza successo), compose versi, prosa, compilazioni (una Histoire générale des voyages (Storia generale dei viaggi) in 32 volumi) ma rimane soprattutto conosciuto come pedagogo e critico letterario.

### Opere drammatiche
La Harpe scrisse numerose rappresentazioni teatrali di cui la maggior parte andarono perdute e dimenticate. Solo Warwick e Philoctète, imitato da Sofocle, ebbero un certo successo. Caso particolare è quello di Mélanie, ou les Vœux forcés (Melania, o i voti forzati) che l'autore fece stampare nel 1770 ma che fu rappresentata solo il 7 dicembre 1791 al Théâtre-Français. Quest'opera resta, secondo Jacques Truchet, « la plus curieuse de ses pièces et la plus représentative de l'esprit du temps (la più curiosa delle sue rappresentazioni e la più rappresentativa dello spirito del suo tempo)».
Il soggetto – i voti sforzati – poteva convenire all'anticlericalismo che La Harpe ostentò quando compose questa rappresentazione, ma non andava bene alla censura di quel tempo, tanto che fu rappresentata solo dopo la Rivoluzione. Nonostante sia presentata sotto forma di una pièce in tre atti e in versi, Mélanie si avvicina al dramma, che conoscerà la sua fortuna alla fine del XVIII secolo. Questa similitudine è molto più pungente anche perché La Harpe aveva sempre professato un grande disprezzo per il dramma, che egli aveva attaccato violentemente nella sua commedia Molière à la nouvelle salle, scritto per difendere la Comédie-Française contro i teatri concorrenti. D'altronde, la sua Corrispondenza letteraria, indirizzata al granduca Paolo di Russia, è piena di aneddoti teatrali sugli attori e sulle rappresentazioni del suo tempo.
- Le Comte de Warwick [Il Conte di Warwick] (creata al Théâtre français il 7 novembre 1763)
- Timoléon (creata al Théâtre français il 1º agosto 1764)
- Pharamond (1765)
- Mélanie, ou les Vœux forcés [Melania, o i Voti forzati] (1770)
- Olinde et Sophronie (1774)
- Menzicoff, ou les Exilés [Menzicoff, o gli Esiliati] (Fontainebleau, novembre 1775)
- Les Barmécides (creata al Théâtre français l'11 luglio 1778)
- Les Muses rivales, ou l'Apothéose de Voltaire [I Musei rivali, o l'Apoteosi di Voltaire] (commedia in un atto e versi liberi, creata al Théâtre français il 1º febbraio 1779)
- Jeanne de Naples [Giovanna di Napoli] (creata il 12 dicembre 1781)
- Molière à la nouvelle salle, ou les Audiences de Thalie [Molière nella nuova sala, o le Udienze di Talia] (creata il 12 aprile 1782), commedia in un atto e in versi
- Philoctète [Filottete] (creata il 16 giugno 1783)
- Coriolan (creata il 2 marzo 1784)
- Virginie (creata l'11 luglio 1786)

### Opere critiche
La principale opera di La Harpe è la sua Lycée ou Cours de littérature (Liceo, o Lezioni di letteratura) (apparso nel 1799), che riunisce in 18 volumi le lezioni che egli tenne durante dodici anni al Liceo. Quest'opera è un monumento della critica letteraria. Anche se alcune parti sono deboli – riguardanti i filosofi antichi – tutto ciò che viene detto sull'arte drammatica, da Corneille a Voltaire, è perfettamente pensata e ragionata, anche se si tratta del pensiero e del ragionamento di un purista spesso puntiglioso. I passaggi che riguardano gli autori contemporanei, in cui La Harpe attacca con vigore il partito filosofico, sono spesso di grande comicità.
- Commentaire sur Racine [Commentario su Racine] (1795-1796, pubblicato nel 1807)
- De la guerre déclarée par nos nouveaux tyrans à la raison, à la morale, aux lettres et aux arts[Dalla guerra dichiarata dai nostri nuovi tiranni alla ragione, alla morale, alle lettere e alle arti] (1796)
- Réfutation du livre de l'Esprit d'Helvétius [Rifiuto del libro dello Spirito di Elvezio] (1797)
- Du fanatisme dans la langue révolutionnaire, ou de la Persécution suscitée par les barbares du XVIIIe siècle contre la religion chrétienne et ses ministres [Del fanatismo nella lingua rivoluzionaria, o della Persecuzione da parte dei Barbari del XVIII secolo contro la religione cristiana e i suoi ministri] (1797)
- Le lycée, ou cours de littérature [Il Liceo, o Lezioni di letteratura], in 18 vol. (1798-1804)

### Altre opere
- L'Alétophile ou l'ami de la Vérité [L'Alétophile, o l'amico della Verità] (1758)
- Héroïdes nouvelles, précédées d'un essai sur l'héroïde en général [Nuovi Eroidi, preceduto da un saggio sull'eroide in generale] (1759)
- Le Philosophe des Alpes, La Gloire [Il Filosofo dell Alpi, la Gloria] (1762) : odi
- La Délivrance de Salerne et la fondation du royaume des Deux-Siciles [La liberazione di Salerno e la fondazione del regno delle Due Sicilie] (1765) : poema
- Mélanges littéraires ou épîtres philosophiques [Miscuglio letterario o epistole filosofiche] (1765)
- Le Poëte [Il Poeta] (epistola, presa dall'Académie française nel 1766)
- Éloge de Charles V [Elogio di Carlo V] (preso dall'Académie française nel 1767)
- Des Malheurs de la guerre et des avantages de la paix [Dei Mali della guerra e dei vantaggi della pace] (discorso, preso dall'Académie française nel 1767)
- La navigation [La navigazione] (1768) : ode
- Éloge de Henri IV [Elogio di Enrico IV] (1769)
- Éloge de Fénelon [Elogio di Fénelon] (preso dall'Académie française nel 1771)
- Éloge de Racine [Elogio di Racine] (1772)
- Éloge de La Fontaine [Elogio di La Fontaine] (1774)
- Éloge de Catinat [Elogio di Catinat] (1775)
- Conseils à un jeune poète [Consigli ad un giovane poeta] (1775)
- Éloge de Voltaire [Elogio di Voltaire] (1780)
- Tangu et Filine, poème érotique [Tangu e Filine, poema erotico] (1780)
- Abrégé de l'histoire générale des voyages [Sommario della storia generale dei viaggi], 32 vol. (1780)
- Le Pseautier en français, traduction nouvelle, avec des notes... précédée d'un discours sur l'esprit des Livres saints et le style des prophètes [Il Salterio in francese, nuova traduzione, con note...preceduta da un discorso sullo spirito dei Libri Sacri e lo stile dei profeti] (1797)
- Correspondance littéraire adressée au grand-duc de Russie [Corrispondenze letterarie indirizzate al granduca di Russia], 4 vol. (1801-1807)
- Le Camaldule (1802)
- Réponse d'un solitaire de La Trappe à la lettre de l'abbé de Rancé [Risposta di un solitario della Trappe alla lettera dell'abate di Rancé] (1802)
- Le Triomphe de la religion, ou le Roi martyr [Il Trionfo della religione, o il Re martire] (1814) : poema eroico
- Commentaire sur le théâtre de Voltaire [Commentario sul teatro di Voltaire] (pubblicato nel 1814)
- Prédiction de Cazotte, faite en 1788 [Predizione di Cazotte, fatta nel 1788] (1817)